# Neuwernsdorf
Neuwernsdorf je vesnice, místní část obce Neuhausen/Erzgeb. v německé spolkové zemi Sasko. Nachází se v zemském okrese Střední Sasko a má 130 obyvatel.

## Název obce
Z osmi rodin zakladatelů obce pocházela většina z Verneřic (německy Wernsdorf), z tohoto názvu byl odvozen „Nový Wernsdorf“.

## Geografie
Vesnice leží přímo na česko-německé státní hranici. V Německu sousedí s Rauschenbachem (1 km) a Deutschgeorgenthalem (0,5 km), v Česku pak s Českým Jiřetínem. Pod vesnicí se nachází přehrada Rauschenbach. 

## Historie
Dne 3. října 1658 požádalo osm exulantských rodin, které uprchly z rekatolizaných Verneřic u Hrobu a Jeníkova do Cämmerswalde, saského kurfiřta o dovolení usadit se v lesích jižně od Cämmerswalde na zeměpanské půdě. Dne 24. března 1659 byly dojednány podrobnosti s příslušnými úřady a kurfiřt vznik nové vesnice povolil. Ke stávajícím exulantům se přidaly další rodiny, které přišly především z Flájů, Českého Jiřetína a Mackova. Exulanti pracovali jako uhlíři, dřevorubci a přivydělávali si prodejem svých dřevěných výrobků. V roce 1672 stálo ve vsi třicet domů.
Nedaleko Neuwernsdorfu vznikly další exulantské kolonie – Wernsdorf u Lengefeldu (15. března 1660), Rauschenbach (1660) a Hutha (1672).

## Turistické cíle
- vodní dělič Flájského potoka
- přehrada Rauschenbach